# 5125 Окусірі
5125 Окусірі (5125 Okushiri) — астероїд головного поясу, відкритий 10 лютого 1989 року.
Тіссеранів параметр щодо Юпітера — 3,466.
Названо на честь Окусірі (яп. おくしり(奥尻) окусірі)